# Canyon du Vellos
Le canyon du Rio Vellos ou canyon du Vellos (espagnol : Cañón del río Vellos, aragonais : Congosto d'as Cambras) est un canyon situé dans le parc national d'Ordesa et du Mont-Perdu, province de Huesca, communauté autonome d'Aragon (Espagne). C'est une continuation du canyon de Niscle lorsqu'il est rejoint par une autre vallée venant du nord-ouest.

## Géographie
Il fait partie du parc national d'Ordesa et du Mont-Perdu avec la vallée d'Ordesa, le canyon de Niscle, les gorges d'Escuain et la vallée de Pineta dans le massif du Mont-Perdu. Ce dernier étant essentiellement calcaire, une roche tendre, cela explique que la rivière ait pu creuser un canyon étroit et profond. 